# Daytona Prototype

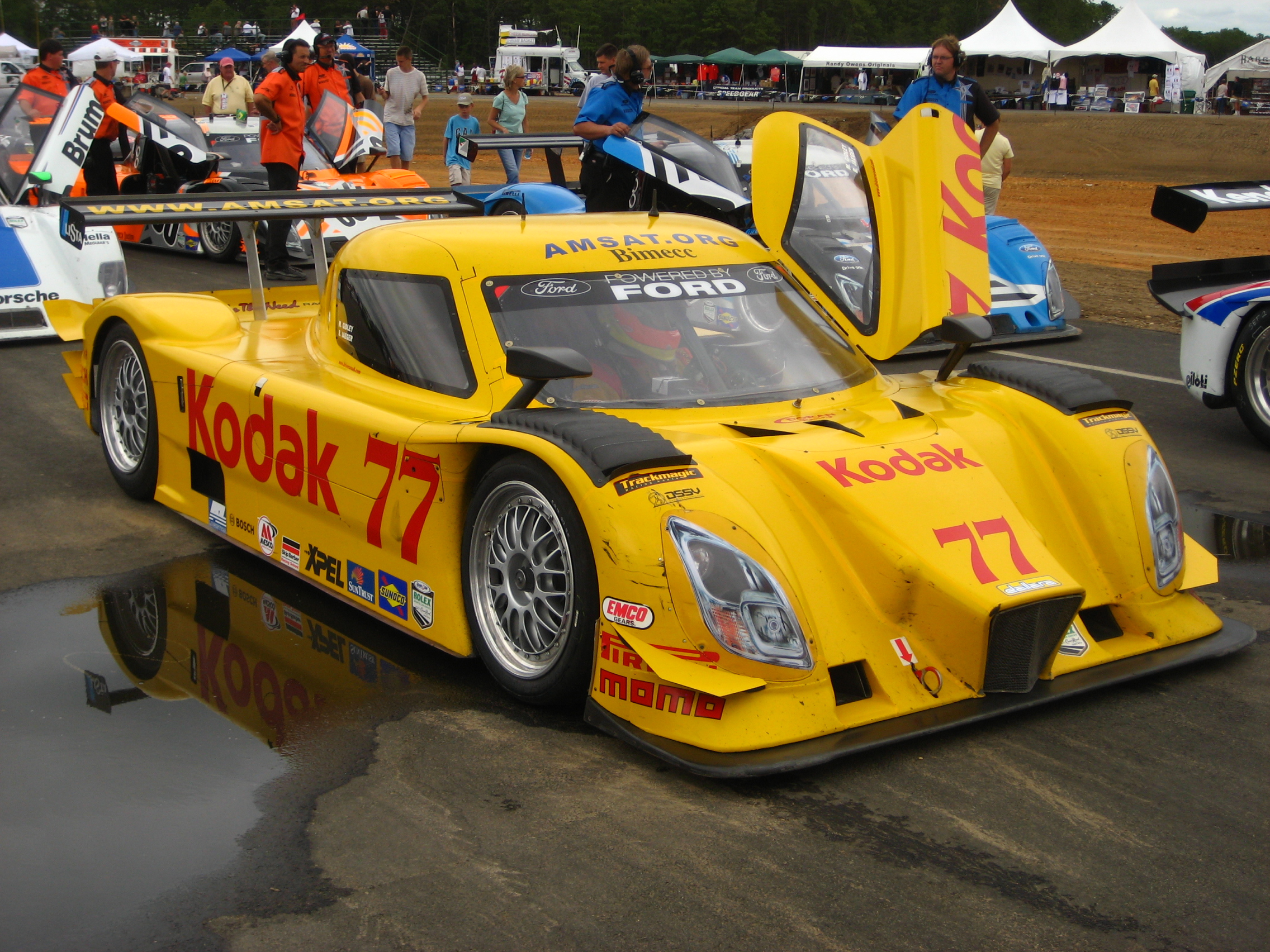
Un prototipo Daytona de segunda generación, construido por Doran y Dallara con motor Ford.

Un Daytona Prototype, por sus siglas en inglés DP o en español, prototipos Daytona, fue un tipo de coche de carreras del tipo sport prototipo desarrollado específicamente para la serie Grand-Am Series, siendo considerado como coche de primera clase, que surgió en sustitución de los coches deportivos contemporáneos de los coches de cabina descubierta, específicamente los antiguos Sport Prototypes (SRP).
Estos llevan el nombre de "Daytona" como referencia a los principales eventos de la Grand-Am Series, debido a la principal competencia que abre la temporada, las 24 Horas de Daytona, y como su equivalente en lo referente a los prototipos Le Mans.
Fue remplaza en 2017 por la Daytona Prototype International (DPi), que adoptó un gran número de diferencias con los DP.

## Desarrollo
Para la temporada 2003 la Serie Grand-Am Series, el Grand American Road Racing Association (GARRA) anunció que habría unos cambios en el reglamento respecto al tipo de vehículo en el que se clasificaba a dos clases coches sports que se basaban en coches de cabina abierta, estos coches eran conocidos SRP-I (Sport Prototype-I) y SRP-II (II-Sport Prototype). Estos coches, en su mayoría modificados a partir del diseño de los en ese entonces prototipos Le Mans (LMP), ya que estos nuevos coches eran tecnológicamente más avanzados y podrían llegar a altas velocidades, y que corriendo en el circuito de La Sarthe, especialmente en la recta Mulsannes durante las 24 Horas de Le Mans. Debido a estas mismas velocidades resultarían ser muy peligrosas para las pistas en el Óvalo de Daytona, debido a ello, se recurrió a fabricar un nuevo tipo de coche Sport Prototipo, aprobado por GARRA, el órgano gestor de las series de coches de resistencia de EE. UU. El hecho que residía la peligrosidad de estos coches radicaba que en las paredes de concreto de la secciones del óvalo de Daytona para la competencia en el circuito de carreras durante las 24 Horas de Daytona y para el resto de circuitos de la serie hacían que fueran bastante peligrosos para conducir los LMP durante su propia conducción, dando cuenta que también ciertas las partes de las pistas en donde los autos llegaban a su máxima velocidad. Por lo tanto GARRA decidió que tendría que reducir la velocidad de sus competidores con el fin de hacer más seguras las carreras de resistencia en Daytona, y como prevención a lo ya ocurrido en las 500 Millas de Daytona de 2001.

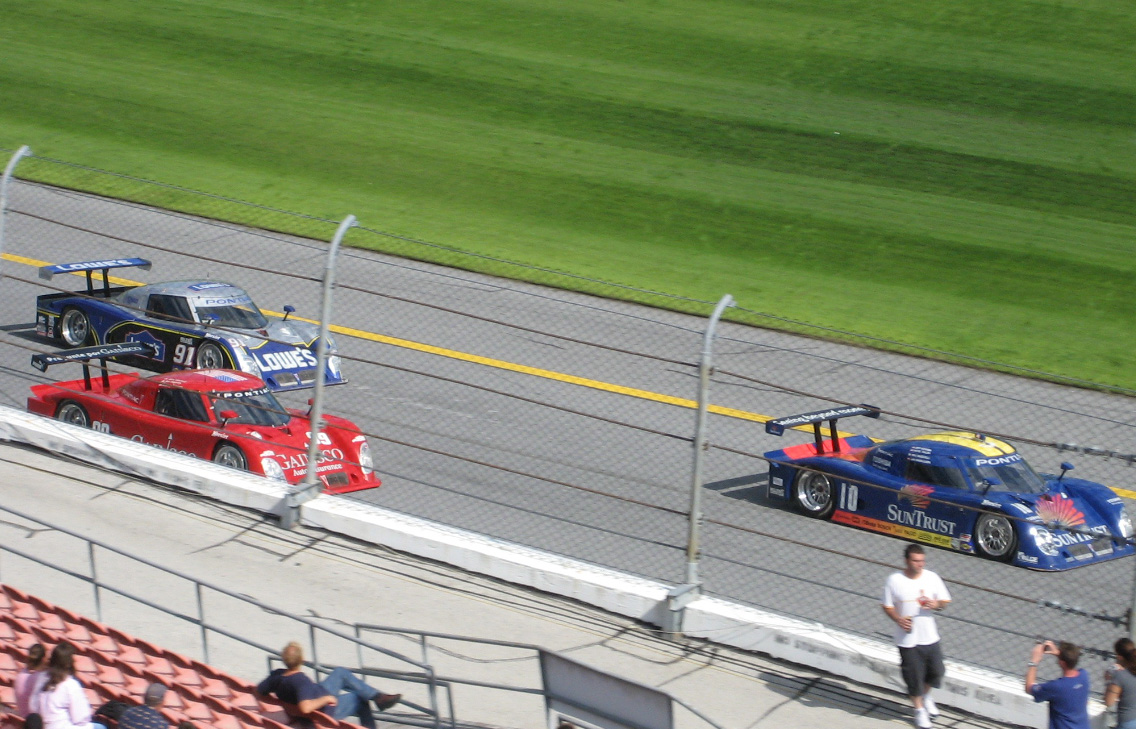
Tres DP compitiendo en las 24 Horas de Daytona 2007.

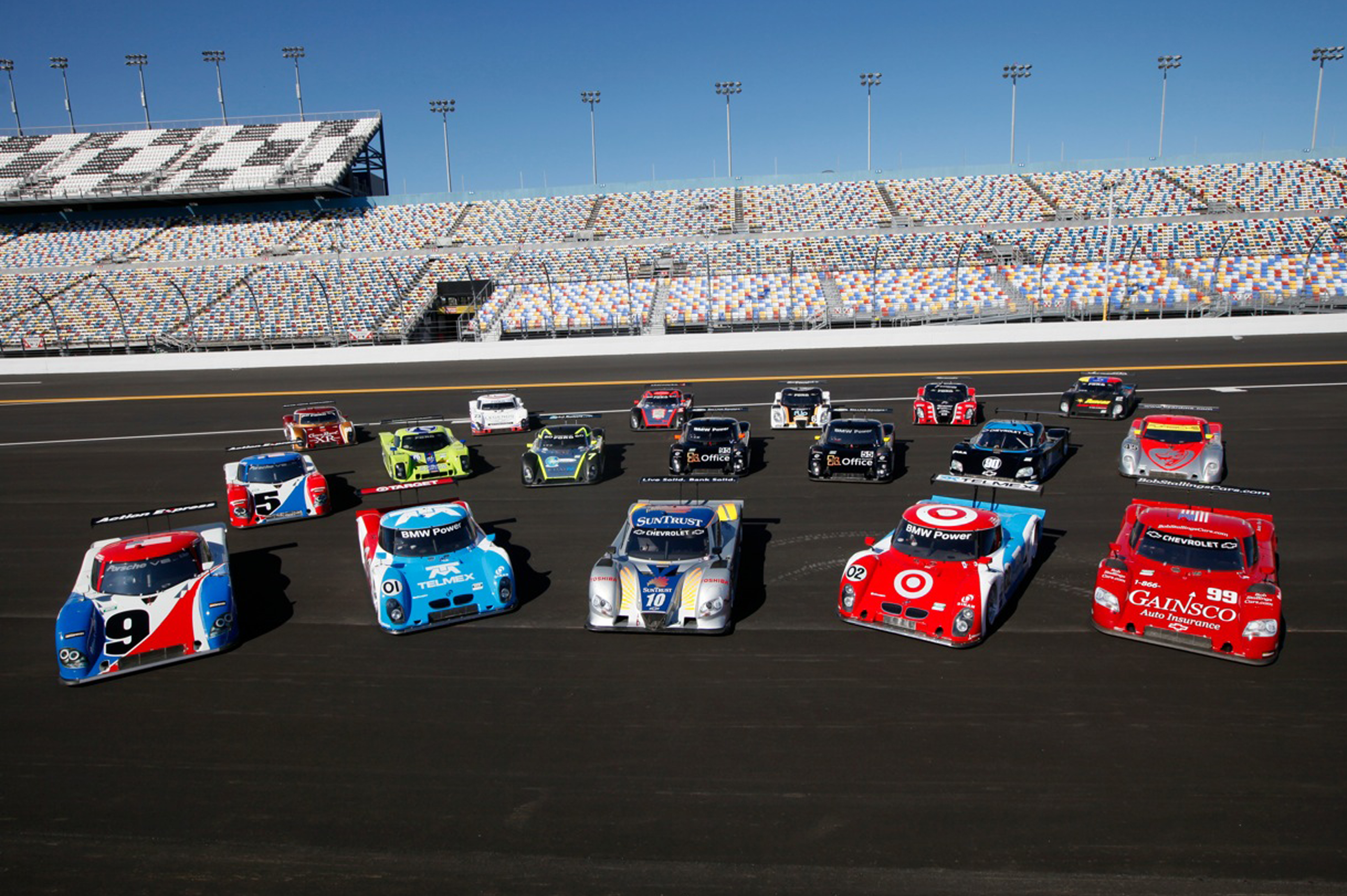
Exhibición de los prototipos Daytona en marco de las 24 Horas de Daytona 2011.

Al mismo tiempo, debido al avance tecnológico de los LMP, GARRA decidió que también reduciría el costo total de sus prototipos. Para ello, se utilizarían un chasis cabina cerrada hecha de aluminio en forma tubular y con forma de burbuja, en lugar del alto coste que representaba el diseño del chasis derivado de los compuestos de fibra de carbono. También sería para estandarizar la cantidad de tecnología se planificaba para implementarse en el coche, así como no permitir que los equipos desarrollaran sus coches durante la temporada, en lugar de que fueran forzados a quedarse con el coche básico. Esto dejaría de los equipos tuvieran que gastar dinero en retoques aerodinámicos y la experimentación tecnológica, así de la realización de costosas pruebas privadas. Para restringir aún más los costos, en la serie regular, se podría proporcionar el chasis y que estos podrían proporcionar los motores, evitando así que los equipos tratasen de tener un chasis exclusivo o un motor que pudiera llegar a ser un fracaso. Así, los motores en concreto tendrían que ser sobre la base de una unidad coches de producción de calle legal frente al de un fabricante importante. Al mismo tiempo, los principales fabricantes no se le permiten la ejecutar los coches de los equipos de los prototipos Daytona, con el fin de ayudar a mantener el nivel de competencia y los costos.
La combinación estos elementos de bajo costo con la reducción de las velocidades y priorizando en los elementos de seguridad, los diseños de los prototipos Daytona establecieron, junto a los constructores. la posibilidad para otorgar la libertad para desarrollar un coche. Sin embargo, así como lo deseen siempre y cuando se ajuste a las dimensiones más pequeñas de un prototipo Daytona que a un Prototipo de Le Mans. Estas dimensiones hicieron al coche más pequeño, sobre todo en longitud, ayudando a crear un frente más contundente para el coche que atraería más estabilidad hacia abajo al coche, casi una especie de efecto suelo, independientemente de la cantidad que un constructor pusiera en la escultura para su diseño.

## Chasis
Con el fin de ayudar a regular los costos, la aerodinámica y para ayudar a mantener el nivel, GARRA solo permite un determinado número de chasis para ser utilizados. Al mismo tiempo, cada chasis deben ser debidamente aprobado y autorizadas para participar durante un periodo de cinco años antes de que GARRA volviera a seleccionar el chasis ideal seleccionado. Cada chasis se ajusta a las regulaciones GARRA en cuanto a dimensión, pero cada chasis aprobado es único y diferente en su diseño.

### Primera generación (2003)

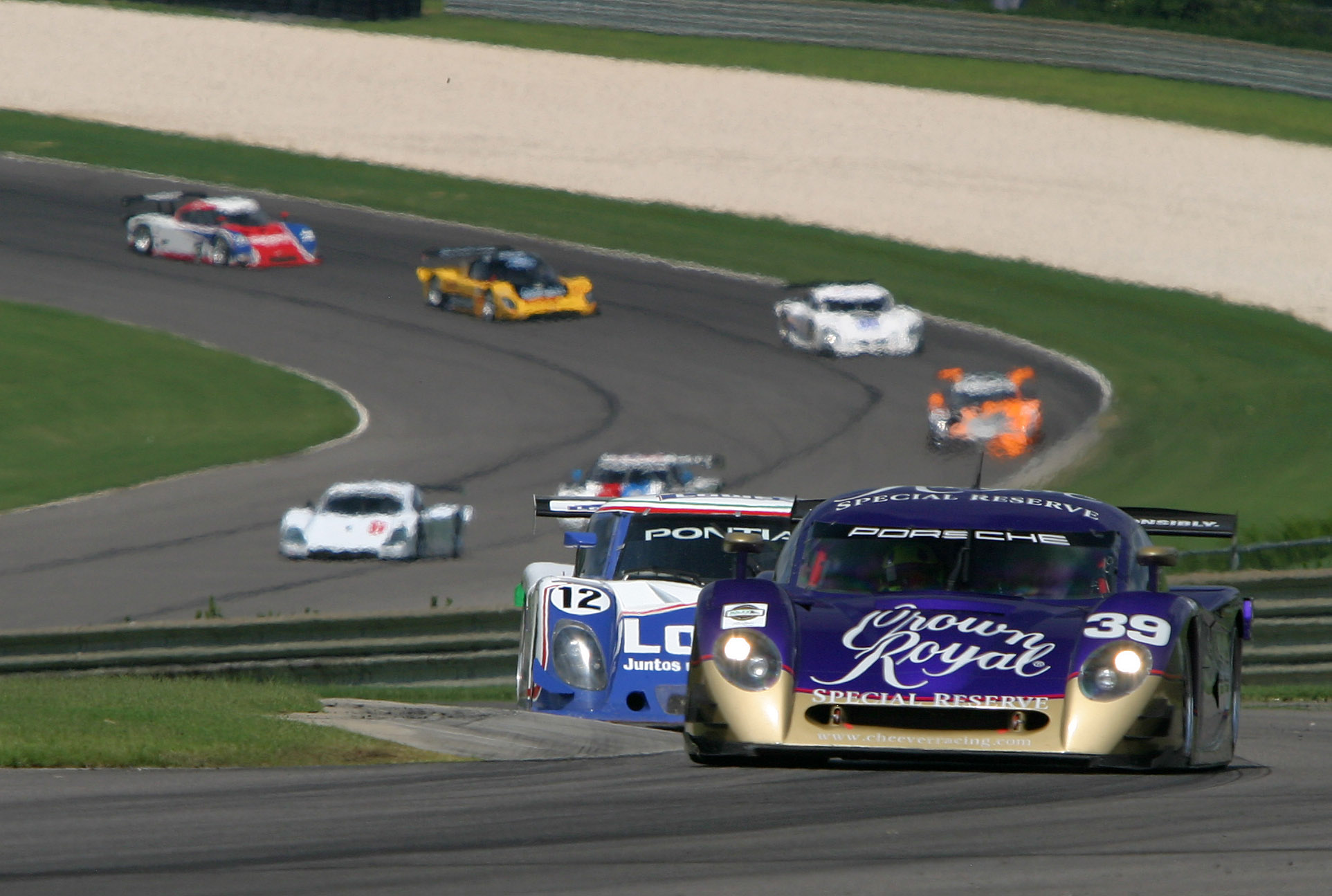
Un Crawford DP03 y otros DP, en 2006.

Entre 2003 a 2007, siete fabricantes tenían sus chasis aprobado por GARRA:
- Chase CCE
- Crawford DP03
- Doran JE4
- Fabcar FDSC/03
- Multimatic MDP1 (a veces bautizado como el Multimatic Ford Focus)
- Picchio DP2
- Riley MkXI

### Segunda generación (2008)

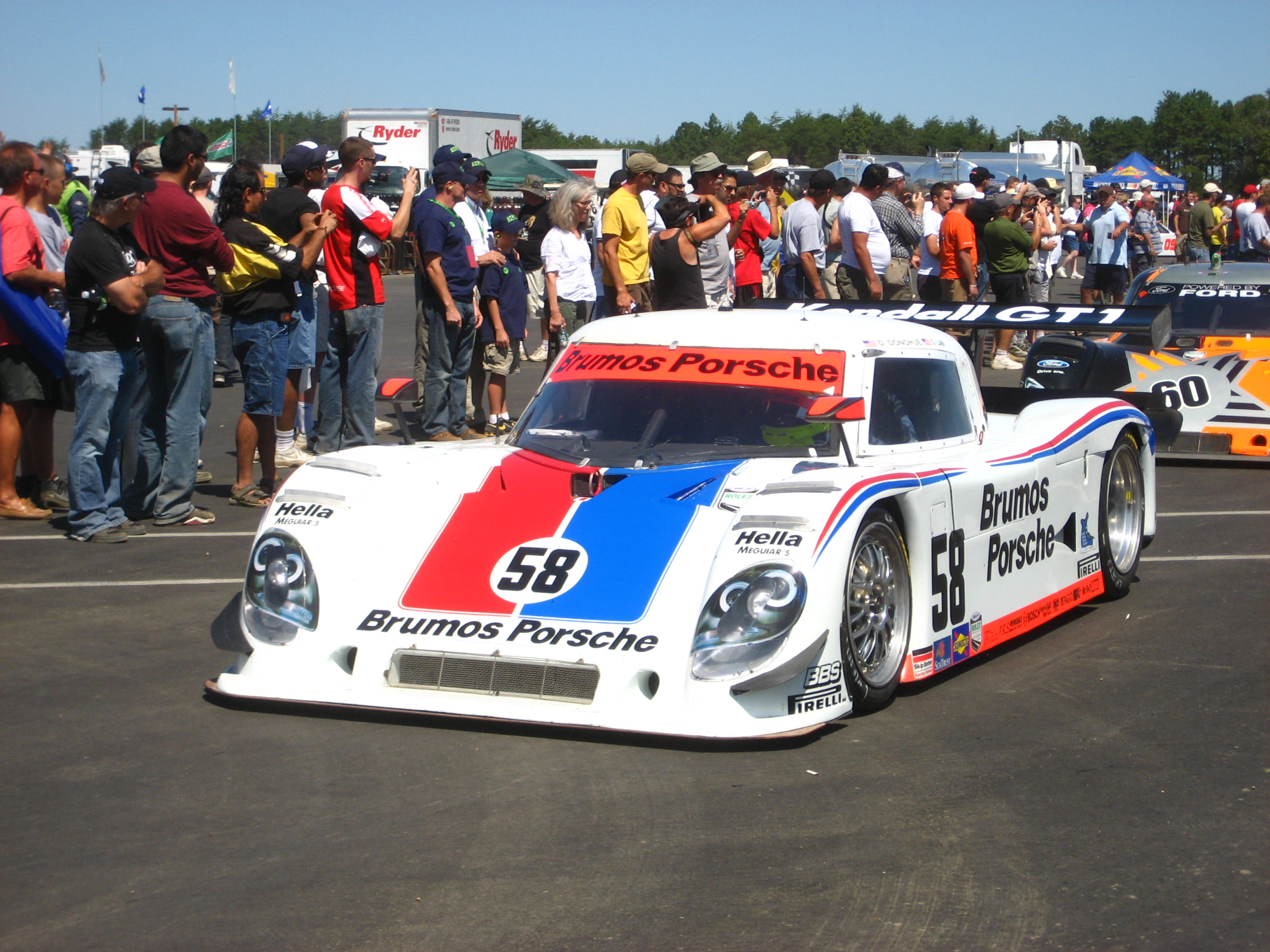
Riley MkXI-Porsche V8 en 2008.

Para 2008, los nuevos diseños del chasis al cual se les permitió presentar, en las cuales varias empresas compraron los derechos de producción para las entradas de los equipos existentes. Entre las marcas, Lola Cars Racing, en asociación con Krohn Racing, compró las entradas de la compañía Multimatic para la construcción de un nuevo prototipo con el nombre de Proto-Auto. Dallara más tarde compró la entrada de Doran, así, con su asistencia para el equipo SunTrust Racing. Cheever Racing obtuvo una licencia comprada a Fabcar y desarrollándola bajo el nombre de Coyote, con la ayuda del antiguo fabricante, Picchio.
Este nuevo chasis se aparecería a partir del 2008:
- Crawford DP08
- Coyote CC/08
- Dallara DP-01
- Proto-Auto Lola B08/70
- Riley MkXX
- Sabre RD1

GARRA permite ciertas modificaciones en la carrocería de cada uno de los prototipos Daytona solo en ciertas áreas, específicamente para el ala trasera y el alerón Gurney, así como los planos delanteros.

### Tercera generación (2012)

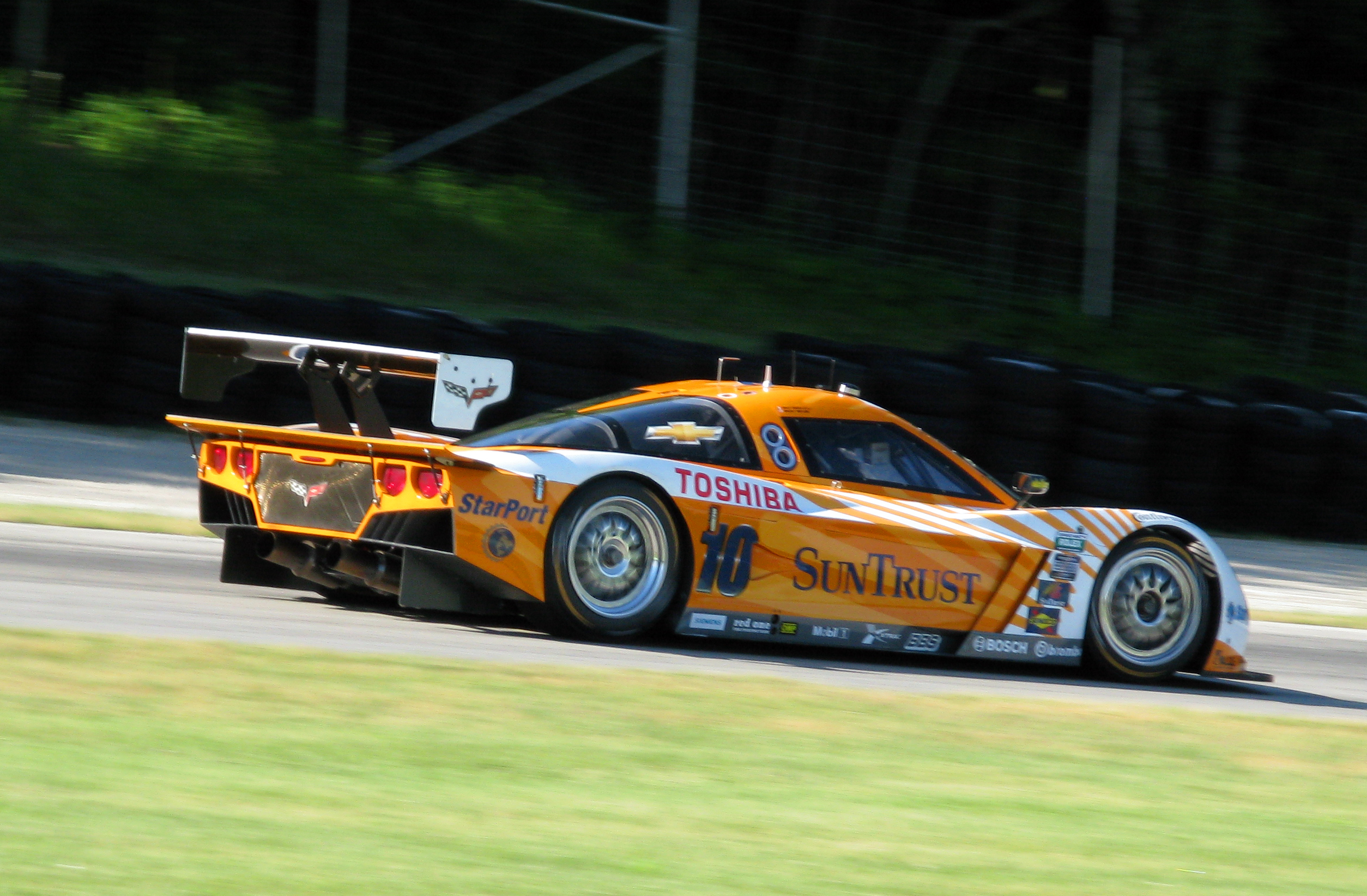
Corvette Daytona Prototype en 2012

Varios cambios se han hecho para los prototipos Daytona en la temporada 2012, que son las siguientes:
- El área de la cabina será casi idéntica para todos los autos nuevos construidos. La jaula de protección será más angosta en cada lado del auto, aunque no se moverá la posición del piloto, sin embargo habrá una zona de 1 pulgada (2.4 centímetros) en la superficie de la cabina para permitir estilos individuales diferentes, que incluyen la implementación del parabrisas y la forma de las ventanillas.

- Las nuevas previsiones de la sección transversal de la carrocería hicieron que los nuevos DP tuvieran una defensa y parte delantera más verticales, en lugar de una disposición más inclinado de los autos de las anteriores generaciones. Esto permitió que las distintas marcas agreguen más carácter de diseño a sus autos, por lo que se asemeja a sus autos de producción sin dejar de ofrecer el mensaje dramático implicado en un prototipo.

- La flexibilidad también se introdujo en las reglas para los lados de la carrocería, incluyendo tomas de aire laterales derivadas de autos de producción y ventilas abiertas detrás de las llantas delanteras que permiten que los elementos de estilo de los autos de calle sean funcionales en los autos de competición.

Estos cambios no obstante, la estructura básica del chasis debajo de la cabina de los DP sigue siendo la misma, incluido los detalles de la suspensión, la instalación del motor, campana de embrague, caja de velocidades, la electrónica, y sistemas de combustible y de seguridad. 
Los prototipos Daytona de la segunda generación puede actualizarse las especificaciones de la tercera generación. Mientras los nuevos prototipos Daytona de la tercera generación son:
- Riley MkXXVI
- Corvette DP (El kit de carrocería de Corvette puede aplicarse ya sea a un chasis Riley, Coyote o Dallara)

## Motor

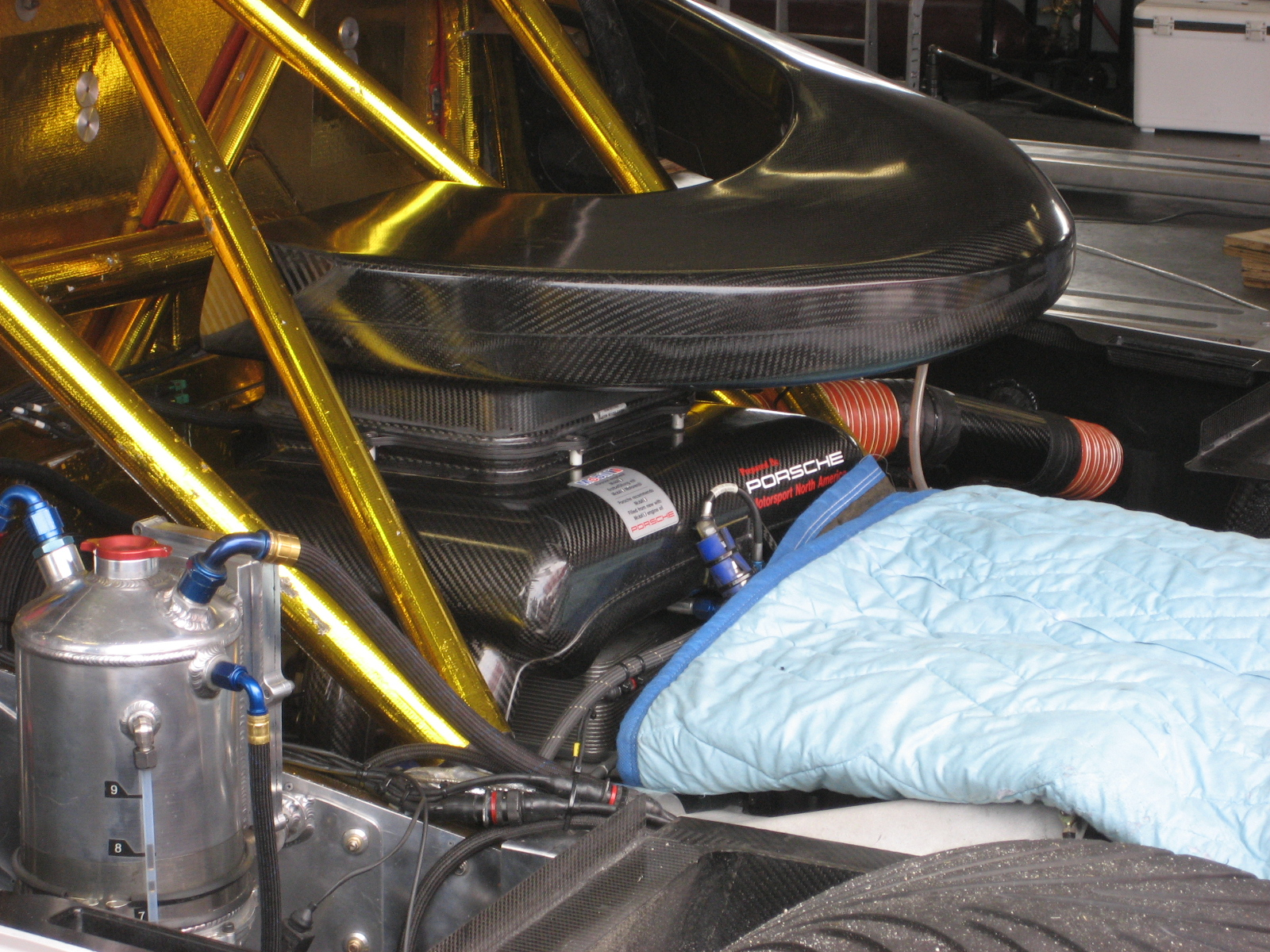
Un motor Porsche instalado en un prototipo Daytona de primera generación.

Así como el chasis, los motores utilizados también han sido estandarizados y regulados. A diferencia de lo que ha sucedido con el chasis, los motores deben provenir de un fabricante de coches de producción importante, utilizando una versión modificada del motor utilizado en un coche de producción. Sin embargo, estos motores pueden tener sus versiones modificadas pero siguiendo un estricto control con el fin de tener las mismas condiciones legales para todos los equipos, o sea una configuración idéntica, pero personalizada por cada marca de manera diferente, pero acorde a evtar ventajas entre la construcción delm mismo. Desde el 2007, todos los motores para su uso normalizado tiene un uso restringido por carrera así como para acomodar un diseño específico con el fin de regular mejor el rendimiento del motor.
Los siguientes motores están aprobados por GARRA:
- BMW 5.0 L V8
- Ford 5.0 L V8
- Infiniti 4.35 L V8
- Lexus 5.0 L V8 (también puede ser etiquetado como Toyota)
- Porsche 3.99 L 6-Planos
- Porsche 5.0 L V8 (aprobado a finales de 2007)
- Pontiac 5,0 L V8 (también puede ser etiquetado bajo licencia de Chevrolet o Cadillac)
- Honda 3,9 L V6

Cada motor también tiene restricciones específicas sobre lo que puede ser modificado más allá de las piezas basadas en los coches stock, así como las restricciones en las dimensiones de admisión, elescape, las RPM , y otros detalles técnicos. Durante la temporada de 2007, un segundo motor Porsche se había aprobado para la Grand-Am. La unidad V8 5.0L no es en realidad construido por Porsche, sino que se basa en el motor V8 que utiliza el Porsche Cayenne, construido por Lozano Bros. Porting.

## Especificaciones
- Cilindrada: 5.0 L (302 en ³) Máxima
- Transmisión: 4.5 L (275 en ³) en el desplazamiento y por encima de las 5 marchas hacia delante (como máximo)

4.5 L (275 en ³) de desplazamiento y por debajo de las 6 marchas hacia adelante (como máximo) Caja de cambios manual o secuencial 
- Peso: 4.0 L (244 en³) en movimiento con de más de 1.032 kg (2, 275 libras) por debajo de 4.0 L (244 en ³) - 1.010 kg (2.225 libras)
- Potencia de salida: 500 hp (370 kW )
- Combustible: 100 octanos la gasolina sin plomo
- Capacidad de combustible: 24 Gal. EE. UU. (91 litros)
- Tipo de suministro de combustible: Inyección de Combustible
- Aspiración: aspiración natural
- Dirección: Poder, de piñón y cremallera

## Historia
Desde su debut en la temporada 2003, concretamente en la 24 Horas de Daytona, seis prototipos Daytona funcionaron inicialmente: uno era un Fabcar Toyota, otro era un BMW Picchio, además de un Chevrolet Doran, dos Fabcar Porsche, y un Ford Multimatic. En la clasificación, un Chevrolet Corvette y un Ford Mustang, tanto en la clase GTS, tomó los dos primeros lugares de la parrilla, mientras que el líder de los prototipos Daytona fue el Multimatic-Ford. Grand-Am sin embargo había invertido al revés "las tres primeras filas de la parrilla de los prototipos Daytona, a pesar de sus tiempos de calificación," para asegurar que los prototipos Daytona iniciasen en la parte delantera de la pista. Los prototipos Daytona tampoco tuvieron incluso la pole position en la general partiendo de los prototipos SRP, el cual había sido muy restringidos. En la carrera en sí, solo en dos asociaciones se desarrolló lo conseguido hasta el final, pero muy por detrás de los coches de Gran Turismo en su clase. Sin embargo, tras los problemas iniciales, finalmente se resolvieron, los coches comenzaron a cosechar victorias conforme avanzaba la temporada.
Para 2004, la clase SRP fue finalmente cancelada, y el número de asociaciones de desarrollo desde en entonces han aumentado, hasta el momento 17 coches inscritos para la apertura de la temporada en Daytona, se las arreglaron para conseguir una victoria total. Para el año 2006, gracias al bajo costo del diseño, el número de asociaciones de desarrollo en algunas carreras creció a más de 30 participantes, teniendo en cuenta los pistas llenas y las carreras muy cerca. GARRA tiene previsto continuar con los prototipos Daytona en el futuro, con la implementación de nuevos diseños en el chasis que le ha permitido acercarse mucho más a la serie en 2008.
Desde 2006 hasta 2012, los coches DP se les permitió competir en Japón en la serie Super GT en la secundaria clase de la GT300 con excelentes resultados, un participante, el Shiden Mooncraft perdió frente a un RE Amemiya conduciendo un RX-7 (aunque había empatado en los puntos) en el título de pilotos y otra vez a un MR-S, pero se llevó el título del equipo en 2007.
Desde 2014, los DP compartieron la categoría principal del nuevo campeonato United SportsCar Championship con los LMP2.
Desde las 24 Horas de Daytona 2003 hasta la Petit Le Mans 2016, los DP compitieron en 171 carreras (141 en la Rolex Series y 30 en IMSA) y ganaron 163 de ellas en total, siendo derrotados en dos ocasiones por coches GT y el resto por coches LMP2 en la era IMSA.

### Daytona Prototype International

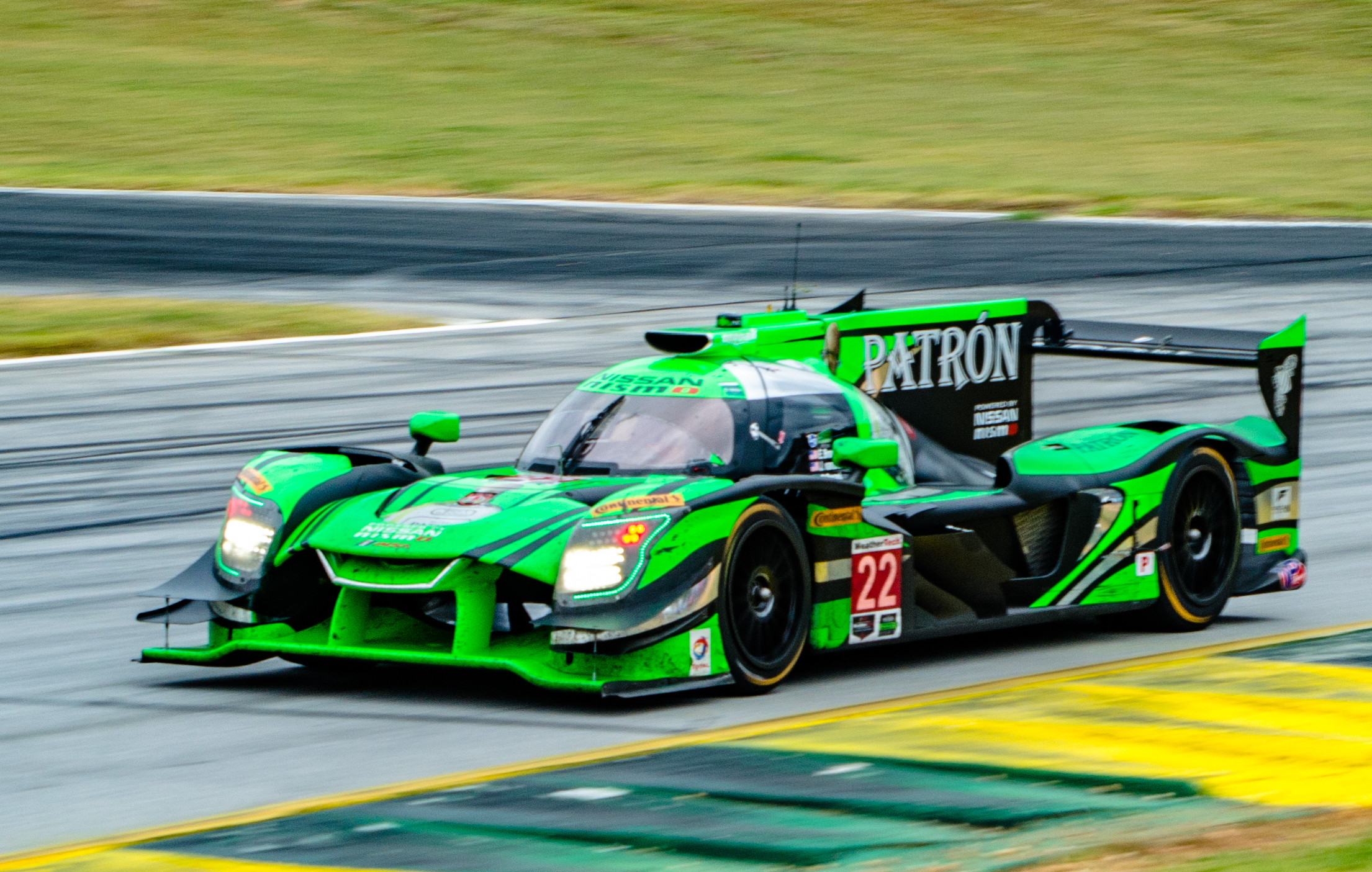
Onroak Nissan DPi en 2017.

A partir de 2017, una nueva generación de Daytona Prototypes, bajo el nombre de Daytona Prototype International (DPi), remplazó a los Daytona Prototypes originales con bastidor tubular. Estos nuevos prototipos se basan en los cuatro chasis LMP2 homologados por ACO fabricados por Dallara, Onroak (Ligier), Oreca y Riley-Multimatic, con carrocería específica de la marca y motores homologados. Se pidió a los fabricantes que se asocien con un equipo privado, y cada automóvil lucirá una carrocería del fabricante, correspondiente a su identidad de marca. Estas reglas se establecen tanto para controlar los costos como para atraer fabricantes a la serie.